# Cheirolasia
Cheirolasia is een geslacht van kevers uit de familie bladsprietkevers (Scarabaeidae). Het geslacht werd voor het eerst wetenschappelijk beschreven in 1843 door Westwood.

## Soorten
- Cheirolasia burkei Westwood, 1843